# تارپورلی
تارپورلی (به انگلیسی: Tarporley) یک روستا و محله مدنی در بریتانیا است که در چشر غربی و چستر واقع شده‌است. تارپورلی ۲٬۶۱۴ نفر جمعیت دارد.